# 브론치노
아뇰로 브론치노(Agnolo Bronzino, 1503년 11월 17일 ~ 1572년 11월 23일), 본명 아뇰로 디 코시모(Agnolo di Cosimo)는 이탈리아의 피렌체파 화가이다. 마니에리스모(manierismo) 양식의 대표적 초상화가이다.

## 주요 작품

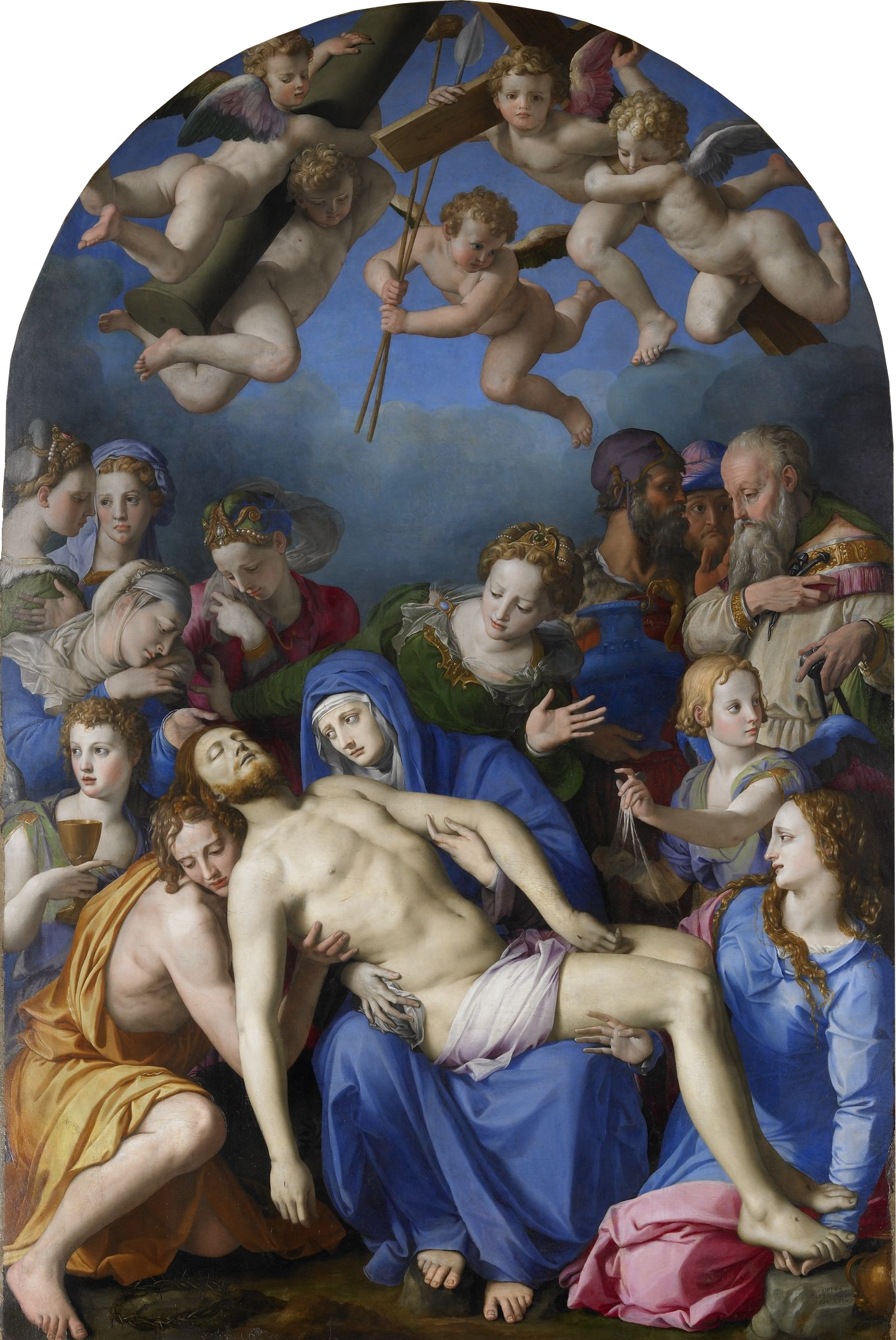
Deposition of Christ
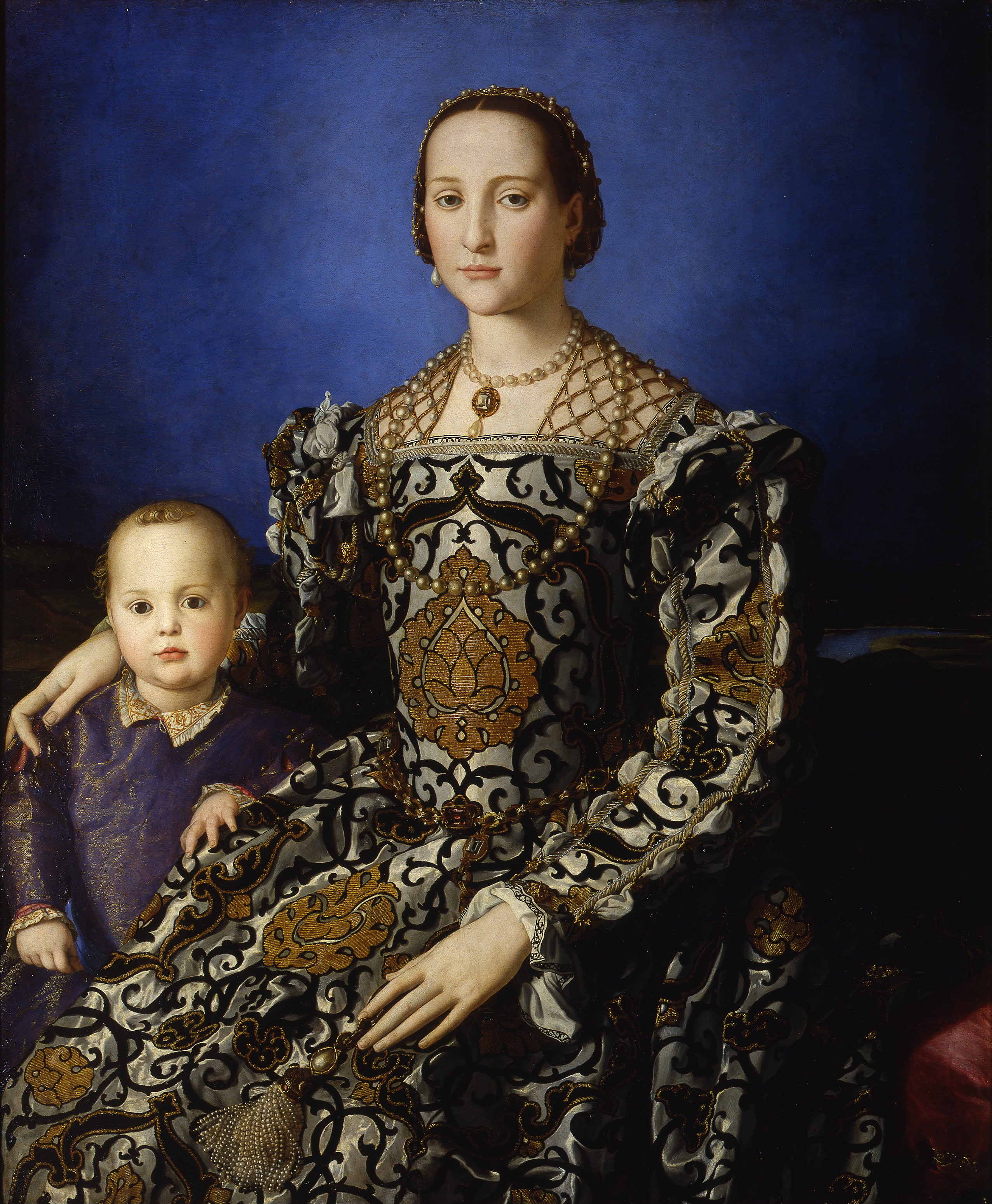
톨레도의 엘레아노레와 아들 조반니 데 메디치
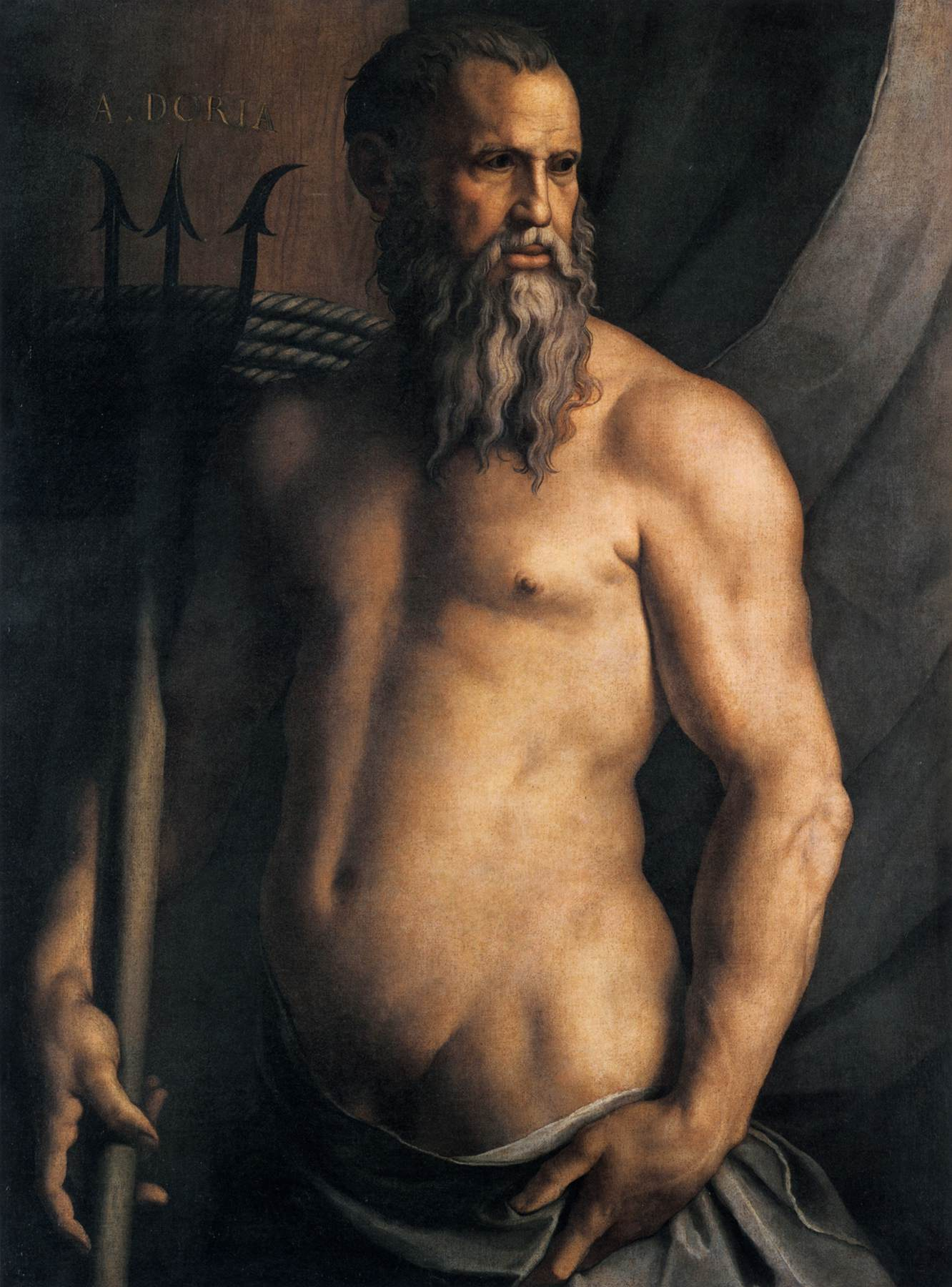
넵튠의 모습을 한 안드레아 도리아의 초상